# Pixel-architectuur
Pixel-architectuur, ook wel voxel-architectuur genoemd, is een stijl aan het begin van de 21ste eeuw binnen de architectuur. Pixelgebouwen zijn schijnbaar opgebouwd uit 3D-pixels. Bij de meerderheid van de ontwerpen is zo'n pixel uitvergroot tot verdiepingshoogte. Deze ruim manshoge pixels zijn doorgaans gerangschikt naar een strak 3D-grid. Bij veel pixelgebouwen zijn de pixels willekeurig  gegroepeerd.
Een voordeel van pixel architectuur is dat grote gebouwen op deze manier menselijker kunnen zijn door relatief kleine pixels. Ook biedt een pixelgebouw  de flexibiliteit om zich in de ruimte aan te passen aan zijn omgeving.

## Voorlopers
Het complex Habitat 67 in het Canadese Montreal van Moshe Safdie is een vroege voorloper van de pixel architectuur. Hierbij zijn de 'pixels' niet geheel kubusvormig en liggen ze niet in een strak grid gerangschikt.
De iets latere Nakagin Capsule Tower uit 1972 van Kisho Kurokawa te Tokio had sterke gelijkenissen met pixel gebouwen ontworpen in de 21e eeuw aangezien de pixels kubusvormig waren. Bij de Japanse toren waren de pixels echter nog niet in een orthogonaal grid gerangschikt. Al in 1990 wordt in Queens (New York) de kantoortoren Citigroup Building (hernoemd tot One Court Square) opgeleverd met een top die opgebouwd is uit verdiepingshoge pixels in een strak grid.

## Galerij

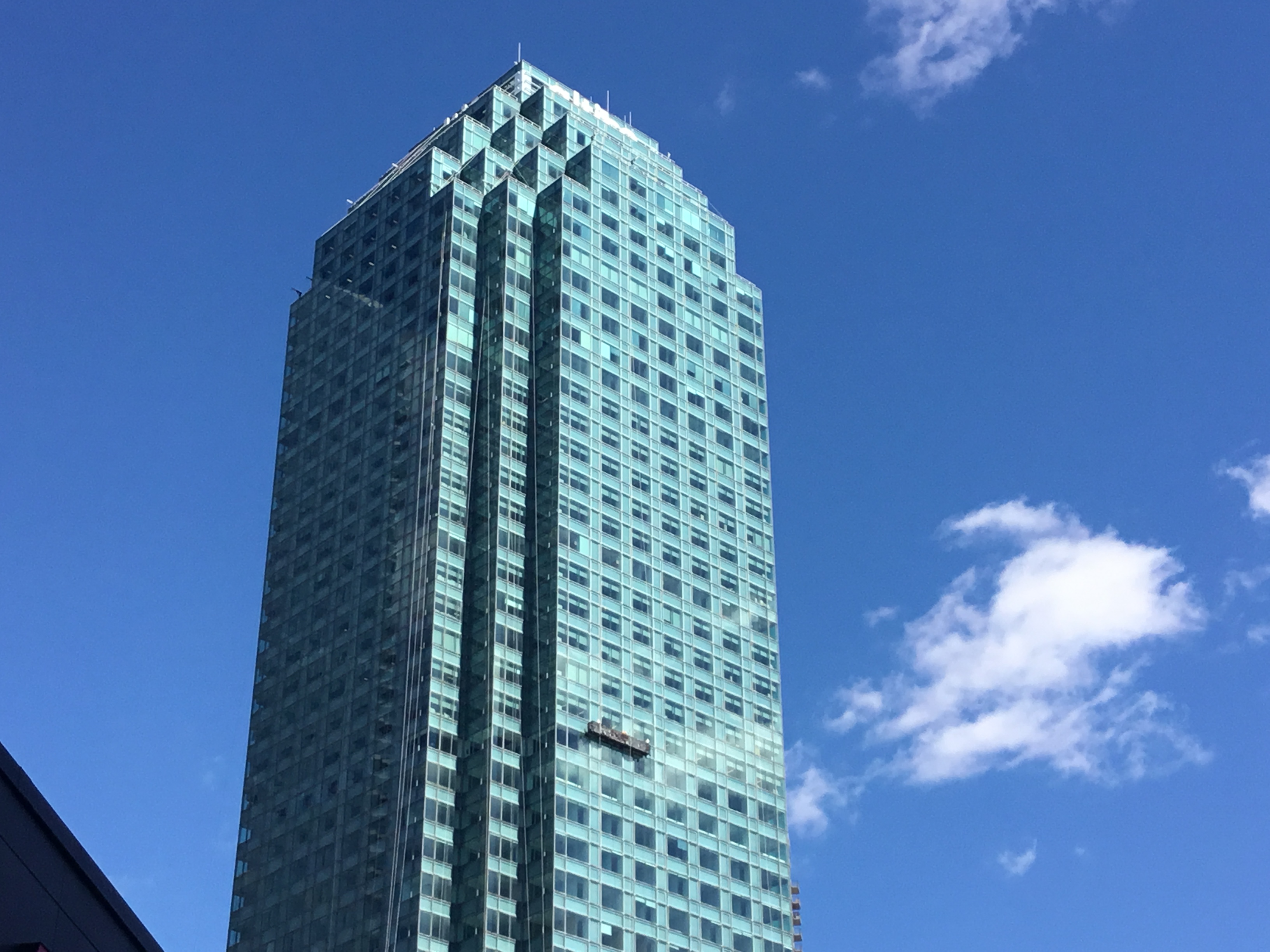
One Court Square in New York
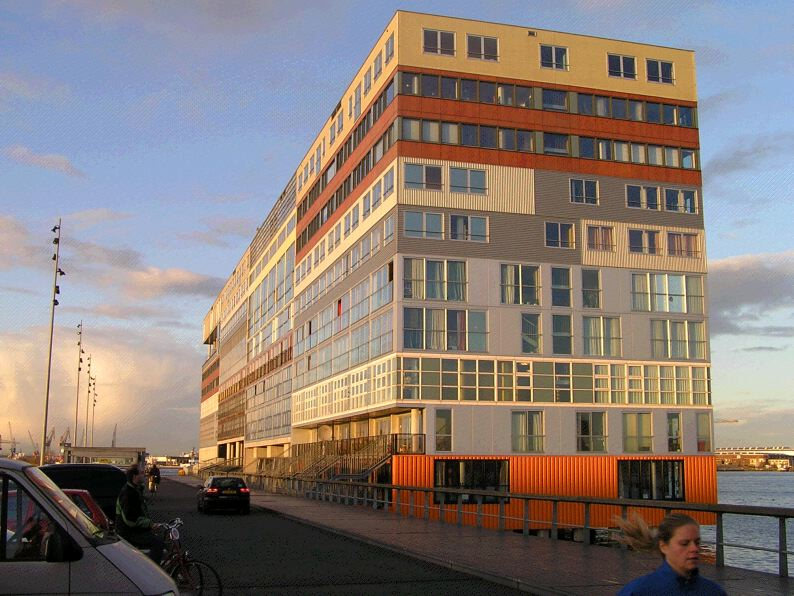
Woongebouw De Silodam in Amsterdam
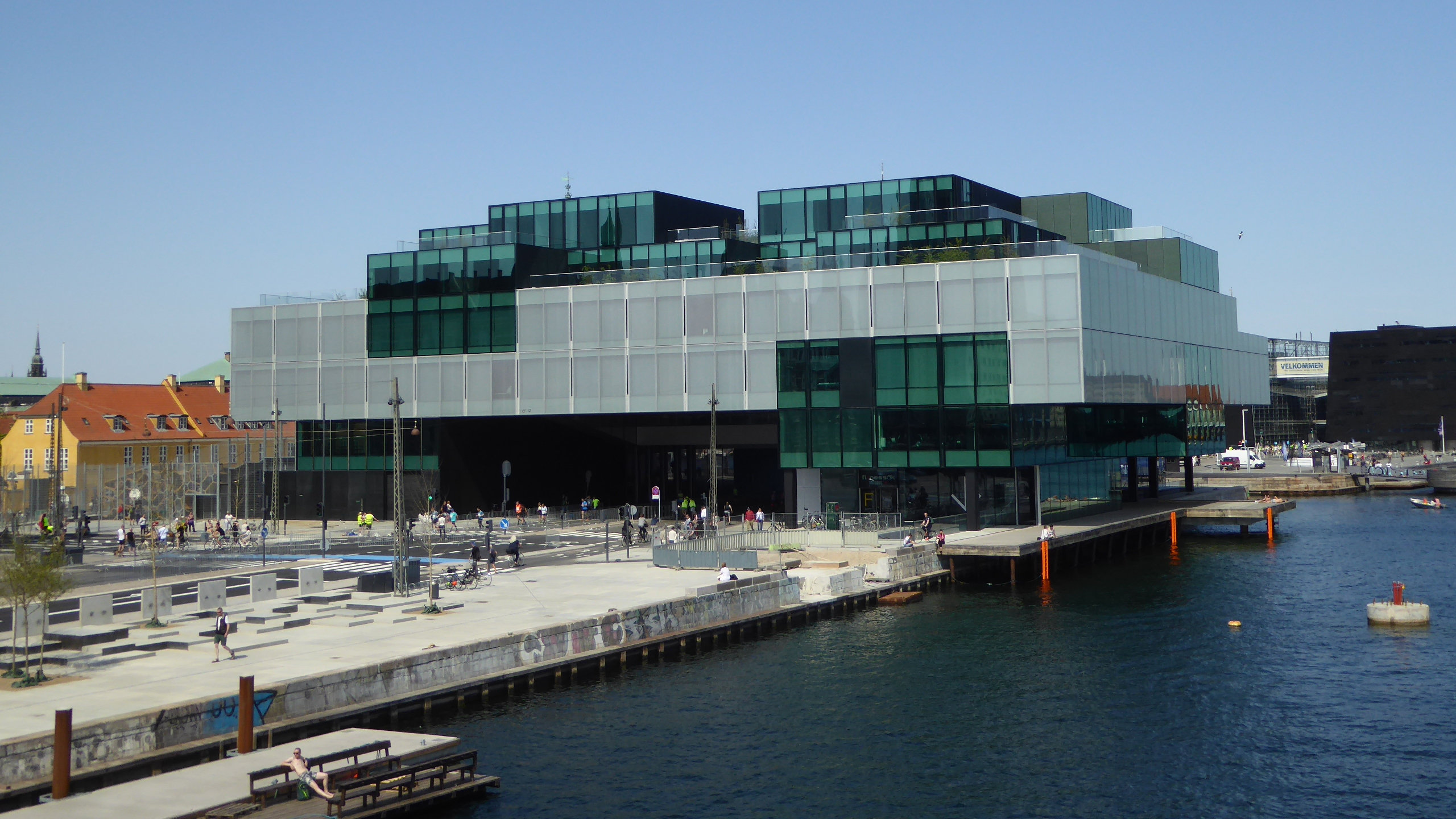
Het Danish Design Centre/BLOX-gebouw in Kopenhagen
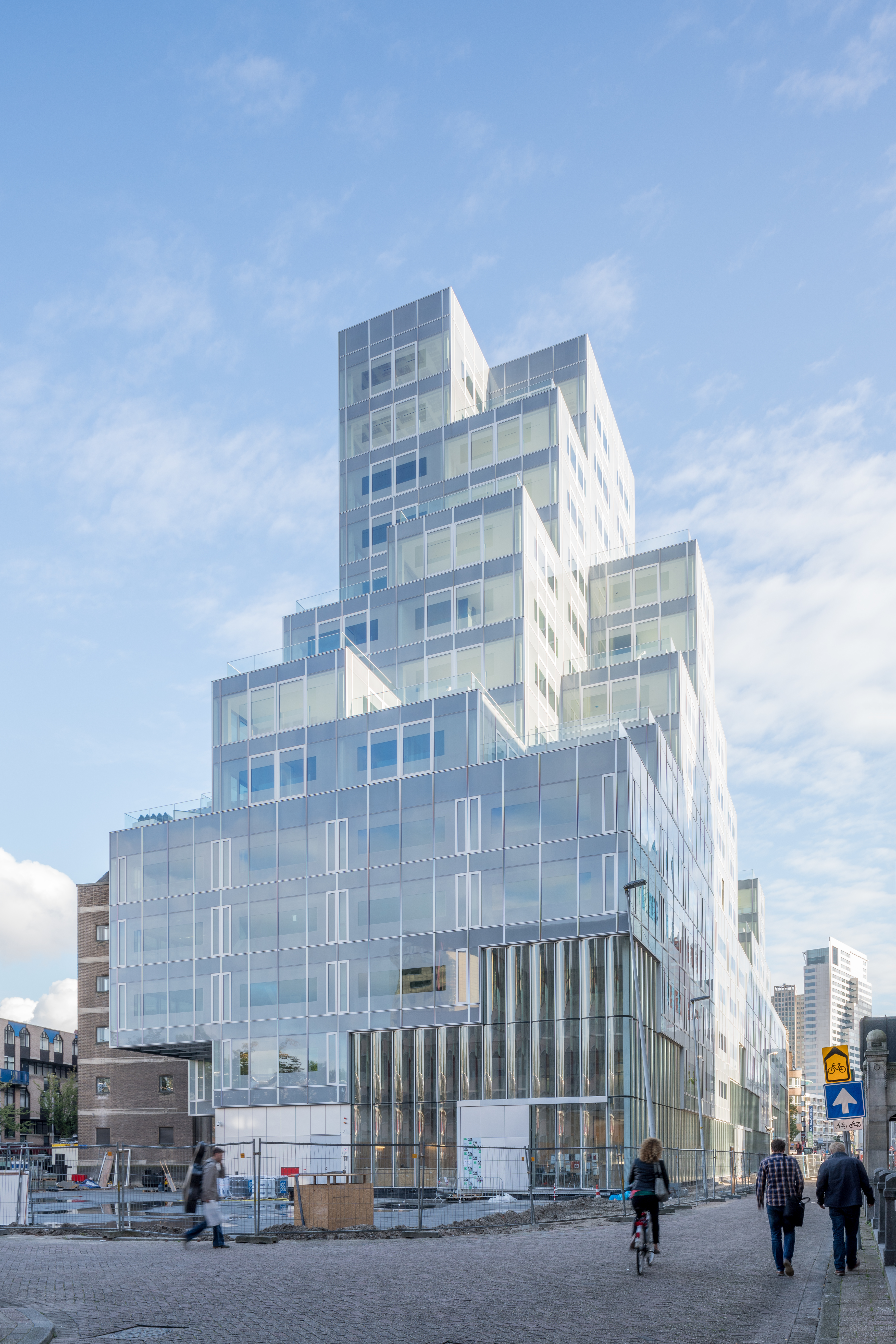
Het Timmerhuis in Rotterdam
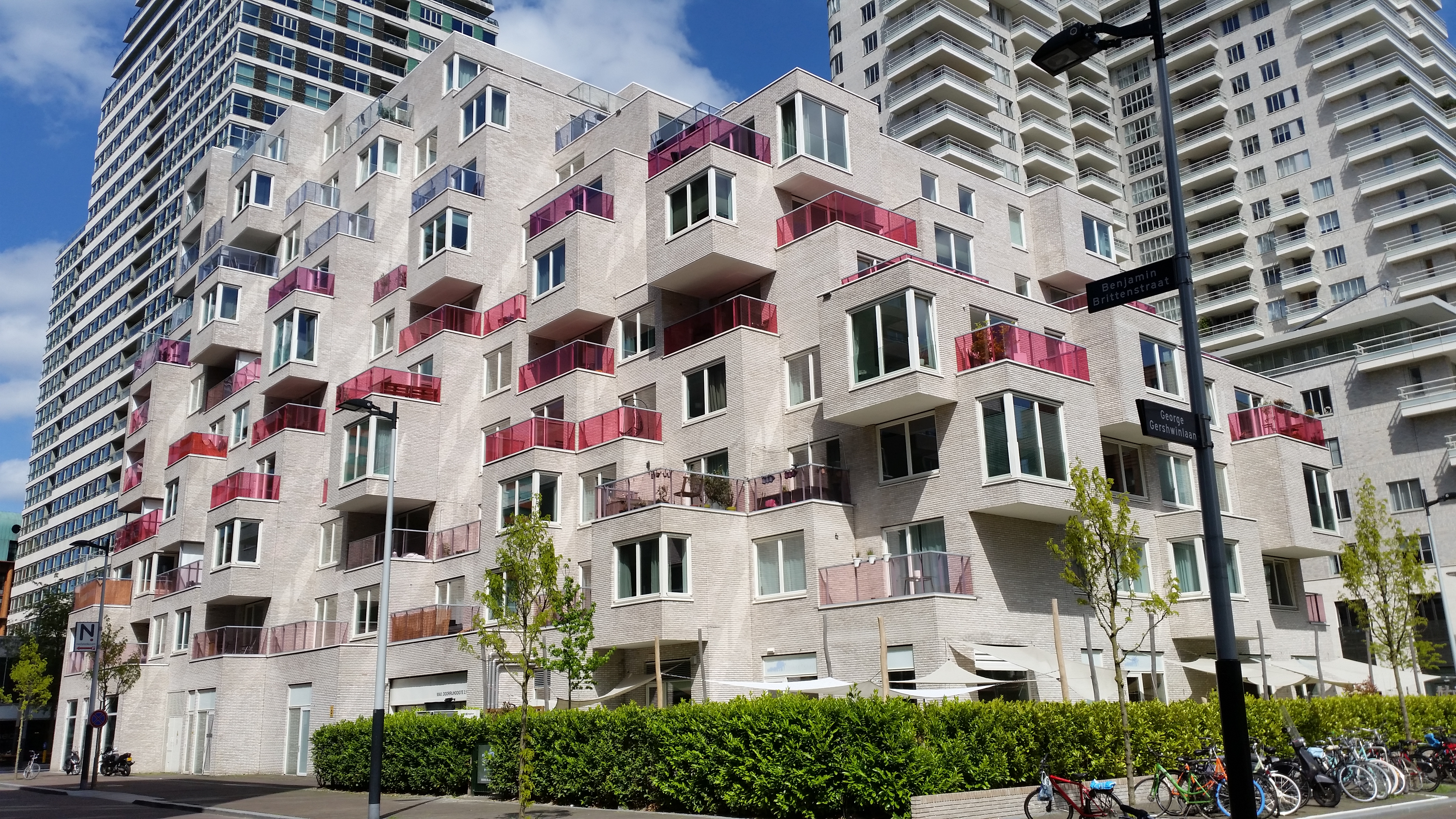
Woongebouw op de Zuidas met iets van elkaar verschoven pixels.
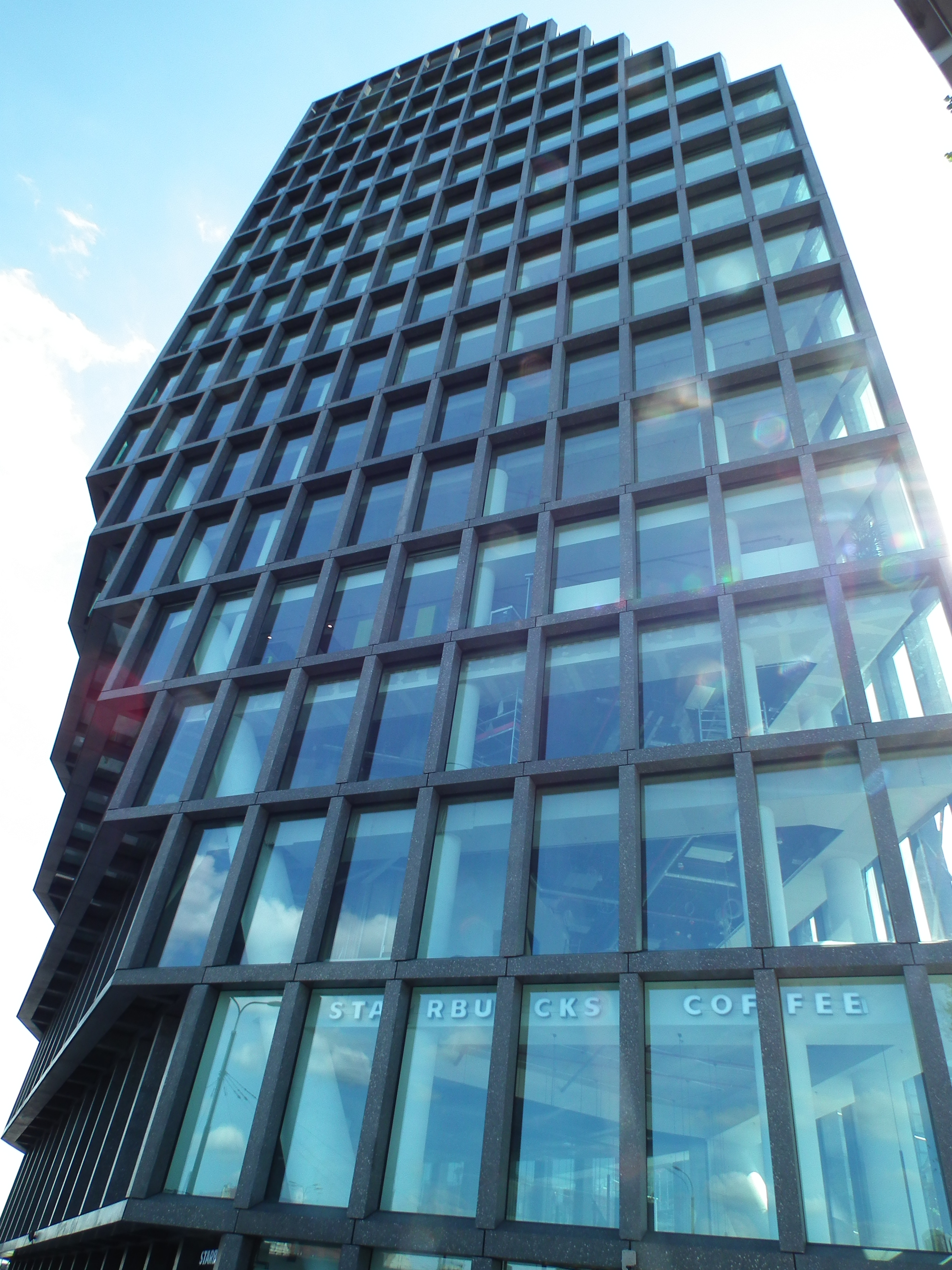
Kantoor Baltyk in Poznań
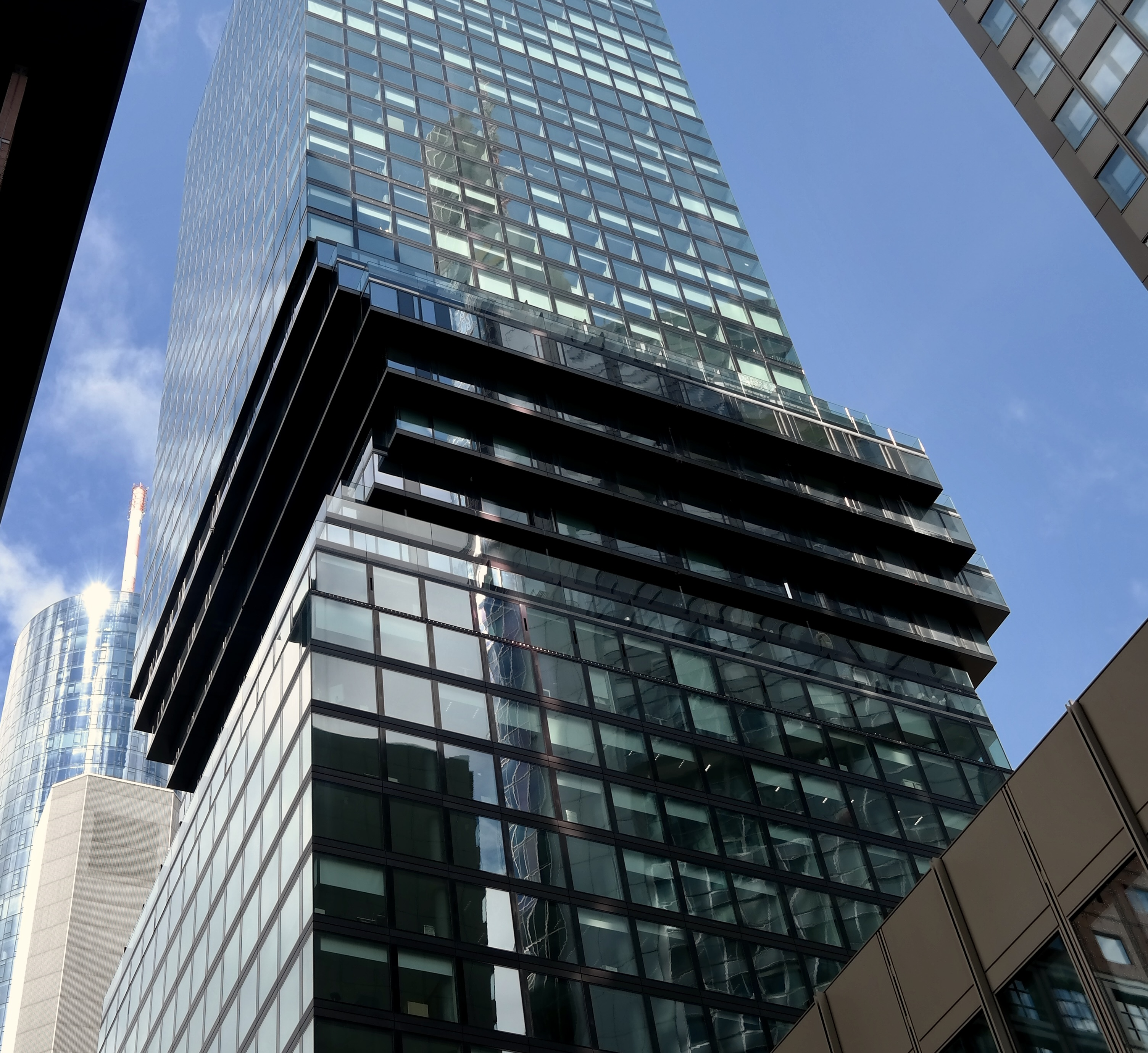
De Omniturm in Frankfurt am Main
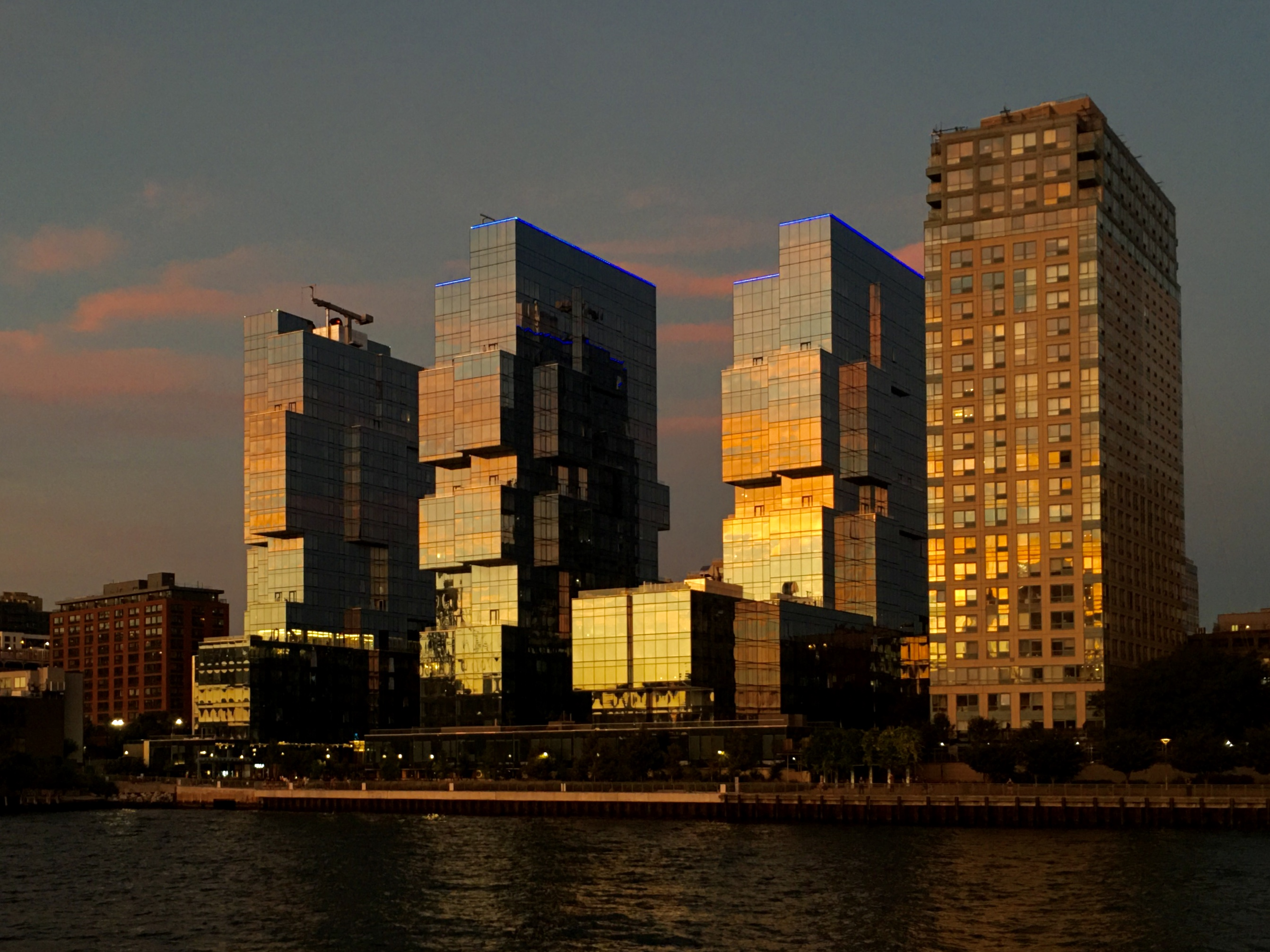
Drie woongebouwen aan de Kent Avenue in Brooklyn